# Johannes Jacobsen
Johannes Victor Bech Jacobsen (ur. 27 grudnia 1898 w Kopenhadze, zm. 7 marca 1932 tamże tamże) – duński zapaśnik walczący w obu stylach. Olimpijczyk z Amsterdamu 1928, gdzie zajął czwarte miejsce w wadze średniej, w stylu klasycznym i dziesiąte w stylu wolnym wadze półśredniej.
Złoty medalista mistrzostw Europy w 1926. Mistrz Danii w latach 1923-1928 i 1930-1932.

## Letnie Igrzyska Olimpijskie 1928
| Konkurencja          | Rundy eliminacyjne        | Rundy eliminacyjne | Rundy eliminacyjne      | Rundy eliminacyjne     | Rundy eliminacyjne | Rundy eliminacyjne     | Klas. końcowa |
| Konkurencja          | Przeciwnik I              | Przeciwnik II      | Przeciwnik III          | Przeciwnik IV          | Przeciwnik V       | Przeciwnik VI          | Miejsce       |
| -------------------- | ------------------------- | ------------------ | ----------------------- | ---------------------- | ------------------ | ---------------------- | ------------- |
| 75 kg styl klasyczny | Nurettin Baytorun (TUR) Z | Otto Frei (SUI) Z  | Enrico Bonassin (ITA) Z | Albert Kusnets (EST) P | Wolny los Z        | Väinö Kokkinen (FIN) P | 4.            |

| Konkurencja      | Rundy eliminacyjne       | Klas. końcowa |
| Konkurencja      | Przeciwnik I             | Miejsce       |
| ---------------- | ------------------------ | ------------- |
| 72 kg styl wolny | Hyacinthe Roosen (BEL) P | 10.           |